# Hydropsyche excavata
Hydropsyche excavata là một loài Trichoptera trong họ Hydropsychidae. Chúng phân bố ở miền Australasia.